# بهتنده
بهتنده، از شهرها و شهرستان‌های موجود در ولایت پنجاب هند است. نام پیشین این مکان، تبرهنده بوده و اقوام مالوایی در سده دوهم قمری آن را بهتنده نامیدند. نویسندگان اسلامی نیز برای این شهر، نام‌های مختلفی گزارش کرده‌اند از جمله، بهانیه، بهاطیه، تبرهنده، تبرهند و پاتینده. کانینگم، احتمال داده‌است که بهتنده همان ماتیلا یا مهاتیلا است و یکی از ۶ دژ بزرگ سند در سده هفتم میلادی محسوب می‌شده‌است. این شهرستان با وسعت ۵٫۵۶۵ کیلومتر است و در دشتی رسوبی قرار گرفته‌است. این منطقه در جنوب رودخانه سوتلج در شمال غربی هند واقع شده‌است. این شهر در °۳۰و´۱۳ عرض شمالی و °۷۵ طول شرقی قرار دارد. در گذشته برای این شهر، دیوارهای بلند و محصور گزارش شده‌است که در میان خندق‌ها قرار گرفته است. این شهر امروزه یکی از مراکز مهم خطوط راه آهن شمال غربی هند است از جمله شهرهای نزدیک به پاکستان به حساب می‌آید.

## شهرها
شهرهای مهم شهرستان بهتنده، عبارتند از
کوت کَپورا
فَریدکوت
مانسا
تَلوَندی‌سابو

## ویژگی‌ها
بهتنده مرکز بازرگانی محصولات کشاورزی مناطق همسایه محسوب می‌شود. برای کمبود آب در منطقه، آبراه‌هایی حفاری شده است و تولیدات این منطقه، گندم، پنبه، نیشکر و حبوبات گزارش شده است. این منطقه کارخانه تولید آرد و همینطور کارخانه نساجی دارد. جمعیت این شهرستان در سال ۱۹۸۱ میلادی، ۳۰۴.۶۰۶ تن و شهر بهتنده نیز ۱۲۴.۴۵۳ تن گزارش شده است.

## پیشینه تاریخی
بناهای تاریخی این شهر، قدمت آن را به سده چهارم قمری و دوران اسکندر مقدونی می‌رساند. این منطقه در سده دوم قمری، محل عبور اقوام هندی-یونانی و همینطور مالوایی برای مهاجرت به نقاط دیگر بوده است. منابع از خطی به نام اردناکری یاد کرده‌اند که در این منطقه به عنوان خط مرسوم در کتابت استفاده می‌شده است. در سال ۳۹۳ قمری، سلطان محمود غزنوی از نواحی مولتان گذر کرده و به قصد بهتنده در حرکت شد و در خارج شهر اردو زد. راحه بهتنده نیز در مقابل لشکری بزرگ را به مقابله با او فرستاد و پس از جنگی سخت، مغلوب شد و در نتیجه سلطان محمود، ثروت بسیاری را از این منطقه به غنیمت برد. منابع ۲۸۰ فیل را از جمله غنائم این جنگ دانسته‌اند. سال بعد، مجدد سلطان محمود به منطقه هند بازگشت و در این سفر امیدوار بود تا راحه بهتنده، در لشکرکشی وی به جی پال، او را همراهی کرده و در فتح پنجاب او را یاری رساند؛ اما وی از این کار استنکاف کرد و سلطان محمود قصد کرد تا مردم این منطقه را با وادار کردن به پذیرش اسلام، در سیطره سرزمین‌های تحت فرمان خود دراورد. وی در این هدف موفق نشد و سیل مجبورش ساخت تا بازگردد. در سال ۵۸۷ قمری، محمد غوری به هند حمله کرد و بهتنده را نیز تصرف کرد. پس از تصرف، حکومت بهتنده به ضیاءالدین توکلی سپرده شد. بعدها این شهر مورد حمله فرمانروایان غیر مسلمان هند قرار گرفت وپس از ۱۳ ماه محاصره، زیر سلطه سلاطین مملوک قرار گرفت. دژی عظیم با دیوارهایی به بلندی ۳۶متر است که در سدهٔ ۱۶م بنا گردیده‌است از جمله آثار تاریخی موجود در این شهر است.